# Apricot stone
«Apricot stone» (en armenio: Ծիրանր կորիզ, en español: Semilla de albaricoque) es la canción que representó a Armenia en el pasado Festival de la Canción de Eurovisión 2010 que se celebró en Oslo, Noruega. El tema fue interpretado por la cantante armenio-rusa Eva Rivas.
La canción fue escrita por dos famosos compositores en la historia reciente de Eurovisión: Armen Martirosyan, quien escribió la canción de André "Without your love" (tema con el cual debutó Armenia en el certamen europeo en 2006) y Karen Kavaleryan, quien ha compuesto canciones para Bielorrusia (2007), Armenia (2006), Ucrania (2008), Georgia (2008) y Rusia (2002 y 2006). Además, en la actuación en directo actuó el famoso intérprete de duduk Djivan Gasparyan.